# Cyrus Granér
Cyrus Teodor Granér, född den 6 januari 1870 i Oskarshamn, död 26 augusti 1937, var en svensk lärare och författare, mest känd för sina böcker om Burre-Busse.
Cyrus Granér tog folkskollärarexamen i Uppsala och arbetade från 1892 som folkskollärare i Oskarshamn. Han kompletterade 1895 med organist-, kyrkosångare- och musiklärarexamen vid Musikaliska akademien. Han arbetade från 1896 som folkskollärare och organist i Brännkyrka kyrka och blev överlärare där 1907.